# Lekkoatletyka na Letnich Igrzyskach Olimpijskich 2016 – bieg na 3000 m z przeszkodami mężczyzn
Bieg na 3000 metrów z przeszkodami mężczyzn – jedna z konkurencji lekkoatletycznych rozgrywanych podczas igrzysk olimpijskich w Rio de Janeiro.
Obrońcą tytułu mistrzowskiego z 2012 roku był Kenijczyk Ezekiel Kemboi. W Rio de Janeiro wystartowało 45 zawodników, a do finału zakwalifikowało się 15 sportowców. Odbyły się trzy biegi eliminacyjne. Z każdego z nich bezpośrednio do finału awansowało po trzech zawodników. Dodatkowo z pozostałych awansowało sześciu zawodników z najlepszymi czasami.

## Terminarz
Wszystkie godziny podane są w czasie brazylijskim (UTC-03:00) oraz polskim (CEST).
| Data             | Godzina rozpoczęcia | Godzina rozpoczęcia |            |
| Data             | UTC-03:00           | CEST                |            |
| ---------------- | ------------------- | ------------------- | ---------- |
| 15 sierpnia2016  | 10:55               | 15:55               | Eliminacje |
| 17 sierpnia 2016 | 11:50               | 16:50               | Finał      |

## Rekordy
Tabela uwzględnia rekordy uzyskane przed rozpoczęciem biegu.
|                   | Zawodnik            | Wynik   | Miejsce  | Data |
| ----------------- | ------------------- | ------- | -------- | ---- |
| Rekord świata     | Saif Saaeed Shaheen | 7:53,63 | Bruksela | 2004 |
| Rekord olimpijski | Julius Kariuki      | 8:05,51 | Seul     | 1988 |

## Wyniki

### Eliminacje
| Kwalifikacja    | Zawodnik                    | Reprezentacja     | Czas    | Uwagi |
| --------------- | --------------------------- | ----------------- | ------- | ----- |
| Kwalifikacja    | Conseslus Kipruto           | Kenia             | 8:21,40 |       |
| Kwalifikacja    | Jacob Araptany              | Uganda            | 8:21,53 |       |
| Kwalifikacja    | Donald Cabral               | Stany Zjednoczone | 8:21,96 |       |
| Kwalifikacja    | Amor Ben Yahia              | Tunezja           | 8:23,12 |       |
| Kwalifikacja    | Yoann Kowal                 | Francja           | 8:23,49 |       |
| Kwalifikacja    | Hillary Bor                 | Stany Zjednoczone | 8:25,01 |       |
| Kwalifikacja    | Soufiane El Bakkali         | Maroko            | 8:25,17 |       |
| Kwalifikacja    | Ezekiel Kemboi              | Kenia             | 8:25,51 |       |
| Kwalifikacja    | Evan Jager                  | Stany Zjednoczone | 8:25,86 |       |
| Kwalifikacja    | Brimin Kipruto              | Kenia             | 8:26,25 |       |
| Kwalifikacja    | Matthew Hughes              | Kanada            | 8:26,27 |       |
| Kwalifikacja    | Mahiedine Mekhissi-Benabbad | Francja           | 8:26,32 |       |
| Kwalifikacja    | Altobeli da Silva           | Brazylia          | 8:26,59 |       |
| Kwalifikacja    | Yemane Haileselassie        | Erytrea           | 8:26,72 |       |
| Kwalifikacja    | Hamid Ezzine                | Maroko            | 8:27,69 |       |
| 16              | Hicham Sigueni              | Maroko            | 8:27,82 |       |
| 17              | Sebastián Martos            | Hiszpania         | 8:28,44 |       |
| 18              | John Koech                  | Bahrajn           | 8:28,81 |       |
| 19              | Benjamin Kiplagat           | Uganda            | 8:30,76 |       |
| 20              | Chala Beyo                  | Etiopia           | 8:32,06 |       |
| 21              | Aras Kaya                   | Turcja            | 8:32,35 |       |
| 22              | José Peña                   | Wenezuela         | 8:32,38 |       |
| 23              | Halil Akkaş                 | Turcja            | 8:33,12 |       |
| 24              | Hicham Bouchicha            | Algieria          | 8:33,61 |       |
| 25              | Chris Winter                | Kanada            | 8:33,95 |       |
| 26              | Taylor Milne                | Kanada            | 8:34,38 |       |
| 27              | Krystian Zalewski           | Polska            | 8:34,52 |       |
| 28              | Hailemariyam Amare          | Etiopia           | 8:35,01 |       |
| 29              | Nelson Cherutich            | Bahrajn           | 8:35,87 |       |
| 30              | Bilal Tabti                 | Algieria          | 8:38,87 |       |
| 31              | Ole Hesselbjerg             | Dania             | 8:40,08 |       |
| 32              | Yuri Floriani               | Włochy            | 8:40,80 |       |
| 33              | Kazuya Shiojiri             | Japonia           | 8:40,98 |       |
| 34              | Abdoullah Bamoussa          | Włochy            | 8:42,81 |       |
| 35              | Kaur Kivistik               | Estonia           | 8:44,25 |       |
| 36              | Rob Mullett                 | Wielka Brytania   | 8:48,19 |       |
| 37              | Jeroen D'Hoedt              | Belgia            | 8:48,29 |       |
| 38              | Abdalla Yousif              | Sudan             | 8:52,20 |       |
| 39              | Mohamed Ismail Ibrahim      | Dżibuti           | 8:53,10 |       |
| 40              | Fernando Carro              | Hiszpania         | 8:53,17 |       |
| 41              | Mitko Cenow                 | Bułgaria          | 8:54,79 |       |
| 42              | Abdelaziz Merzougui         | Hiszpania         | 9:03,40 |       |
| Dyskwalifikacja | Ali Messaoudi               | Algieria          |         | DQ    |
| Nie ukończył    | Tarık Langat Akdağ          | Turcja            |         | DNF   |
| Dyskwalifikacja | Tafese Seboka               | Etiopia           |         | DQ    |

#### Eliminacje – wyścig 1
| Kwalifikacja | Zawodnik            | Reprezentacja     | Czas    | Uwagi |
| ------------ | ------------------- | ----------------- | ------- | ----- |
| Kwalifikacja | Hillary Bor         | Stany Zjednoczone | 8:25,01 |       |
| Kwalifikacja | Soufiane El Bakkali | Maroko            | 8:25,17 |       |
| Kwalifikacja | Ezekiel Kemboi      | Kenia             | 8:25,51 |       |
| Kwalifikacja | Matthew Hughes      | Kanada            | 8:26,27 |       |
| 5.           | Sebastián Martos    | Hiszpania         | 8:28,44 |       |
| 6.           | Benjamin Kiplagat   | Uganda            | 8:30,76 |       |
| 7.           | Halil Akkaş         | Turcja            | 8:33,12 | SB    |
| 8.           | Hailemariyam Amare  | Etiopia           | 8:35,01 |       |
| 9.           | Nelson Cherutich    | Bahrajn           | 8:35,87 |       |
| 10.          | Yuri Floriani       | Włochy            | 8:40,80 |       |
| 11.          | Kazuya Shiojiri     | Japonia           | 8:40,98 |       |
| 12.          | Rob Mullett         | Wielka Brytania   | 8:48,19 |       |
| 13.          | Jeroen D'Hoedt      | Belgia            | 8:48,29 |       |
| 14.          | Mitko Cenow         | Bułgaria          | 8:54,79 |       |
|              | Ali Messaoudi       | Algieria          |         | DQ    |

#### Eliminacje – wyścig 2
| Kwalifikacja | Zawodnik                    | Reprezentacja     | Czas    | Uwagi |
| ------------ | --------------------------- | ----------------- | ------- | ----- |
| Kwalifikacja | Evan Jager                  | Stany Zjednoczone | 8:25,86 |       |
| Kwalifikacja | Brimin Kipruto              | Kenia             | 8:26,25 |       |
| Kwalifikacja | Mahiedine Mekhissi-Benabbad | Francja           | 8:26,32 |       |
| Kwalifikacja | Yemane Haileselassie        | Erytrea           | 8:26,72 |       |
| Kwalifikacja | Hamid Ezzine                | Maroko            | 8:27,69 |       |
| 6.           | John Koech                  | Bahrajn           | 8:28,81 |       |
| 7.           | Chala Beyo                  | Etiopia           | 8:32,06 |       |
| 8.           | Aras Kaya                   | Turcja            | 8:32,35 |       |
| 9.           | José Peña                   | Wenezuela         | 8:32,38 |       |
| 10.          | Chris Winter                | Kanada            | 8:33,95 |       |
| 11.          | Bilal Tabti                 | Algieria          | 8:38,87 |       |
| 12.          | Abdoullah Bamoussa          | Włochy            | 8:42,81 |       |
| 13.          | Kaur Kivistik               | Estonia           | 8:44,25 |       |
| 14.          | Abdalla Targan              | Sudan             | 8:52,20 |       |
| 15.          | Abdelaziz Merzougui         | Hiszpania         | 9:03,40 |       |

#### Eliminacje – wyścig 3
| Kwalifikacja    | Zawodnik               | Reprezentacja     | Czas    | Uwagi |
| --------------- | ---------------------- | ----------------- | ------- | ----- |
| Kwalifikacja    | Conseslus Kipruto      | Kenia             | 8:21,40 |       |
| Kwalifikacja    | Jacob Araptany         | Uganda            | 8:21,53 | SB    |
| Kwalifikacja    | Donald Cabral          | Stany Zjednoczone | 8:21,96 |       |
| Kwalifikacja    | Amor Ben Yahia         | Tunezja           | 8:23,12 |       |
| Kwalifikacja    | Yoann Kowal            | Francja           | 8:23,49 |       |
| Kwalifikacja    | Altobeli da Silva      | Brazylia          | 8:26,59 | PB    |
| 7.              | Hicham Sigueni         | Maroko            | 8:27,82 |       |
| 8.              | Hicham Bouchicha       | Algieria          | 8:33,61 |       |
| 9.              | Taylor Milne           | Kanada            | 8:34,38 |       |
| 10.             | Krystian Zalewski      | Polska            | 8:34,52 |       |
| 11.             | Ole Hesselbjerg        | Dania             | 8:40,08 |       |
| 12.             | Mohamed Ismail Ibrahim | Dżibuti           | 8:53,10 |       |
| 13.             | Fernando Carro         | Hiszpania         | 8:53,17 |       |
| Nie ukończył    | Tarık Langat Akdağ     | Turcja            |         | DNF   |
| Dyskwalifikacja | Tafese Seboka          | Etiopia           |         | DQ    |

### Finał
| Kwalifikacja | Zawodnik                    | Reprezentacja     | Czas    | Uwagi |
| ------------ | --------------------------- | ----------------- | ------- | ----- |
| 1            | Conseslus Kipruto           | Kenia             | 8:03,28 | OR    |
| 2            | Evan Jager                  | Stany Zjednoczone | 8:04.28 | SB    |
| 3            | Mahiedine Mekhissi-Benabbad | Francja           | 8:11,52 | SB    |
| 4            | Soufiane El Bakkali         | Maroko            | 8:14,35 | PB    |
| 5            | Yoann Kowal                 | Francja           | 8:16,75 | SB    |
| 6            | Brimin Kipruto              | Kenia             | 8:18,79 | SB    |
| 7            | Hillary Bor                 | Stany Zjednoczone | 8:22,74 | PB    |
| 8            | Donald Cabral               | Stany Zjednoczone | 8:25,81 |       |
| 9            | Altobeli da Silva           | Brazylia          | 8:26,30 | PB    |
| 10           | Matthew Hughes              | Kanada            | 8:36,83 |       |
| 11           | Yemane Haileselassie        | Erytrea           | 8:40,68 |       |
|              | Jacob Araptany              | Uganda            |         | DNF   |
|              | Hamid Ezzine                | Maroko            |         | DNF   |
|              | Amor Ben Yahia              | Tunezja           |         | DNF   |
|              | Ezekiel Kemboi              | Kenia             |         | DNF   |